# Gennara di Braganza
Gennara del Brasile (portoghese:Januária Maria Joana Carlota Leopoldina Cândida Francisca Xavier de Paula Micaela Gabriela Rafaela Gonzaga; Rio de Janeiro, 11 marzo 1822 – Nizza, 13 marzo 1901) fu un'infanta portoghese e una principessa brasiliana.

## Biografia

### Infanzia
Era la seconda figlia femmina di Pietro I del Brasile e IV di Portogallo e di sua moglie l'arciduchessa Maria Leopoldina d'Austria, figlia di Francesco I d'Austria. Venne battezzata con il nome di Gennara in onore alla città di Rio de Janeiro.
All'età di quattro anni morì la madre e vide suo padre partire per il Portogallo con la matrigna e la sorella all'età di nove anni. Crebbe sotto un'educazione estremamente rigorosa.

### Principessa imperiale del Brasile
Dal 1831 fino al 1845, ha ricoperto il titolo di Principessa imperiale del Brasile, come erede presuntiva del fratello l'imperatore Pietro II. Quando la sorella Maria è stata esclusa dalla linea di successione brasiliana dalla legge n. 91 del 30 ottobre 1835, Gennara divenne erede presuntiva al trono dell'Impero del Brasile. Come solo un membro brasiliano della casa imperiale che avrebbe potuto ereditare il trono, divenne di fondamentale importanza per i matrimoni da concordare per Gennara, Pietro II e la loro sorella Francesca.

### Matrimonio
I coniugi sia per Gennara e Pietro II sono stati trovati nel Regno delle Due Sicilie.
Sposò il Principe Luigi di Borbone-Due Sicilie, Conte d'Aquila,  il 28 aprile 1844 a Rio de Janeiro: lo sposo era figlio di Francesco I delle Due Sicilie e fratello di Teresa Cristina che era stata sposata l'anno precedente dal fratello di Gennara, Pietro II del Brasile.
Nel 1845, la posizione di Gennara come erede, e le restrizioni che ne derivavano, vennero perse con la nascita del primo figlio di Pietro II, Alfonso, principe imperiale del Brasile.

### Morte
Gennara, contessa d'Aquila, morì a Nizza, il 13 marzo 1901.

## Discendenza
Gennara e Luigi ebbero quattro figli:
- principe Luigi, Conte di Roccaguglielma (18 luglio 1845–27 novembre 1909), sposò Maria Amelia Bellow-Hamel, ebbero due figli;
- principessa Maria Isabella di Borbone-Due Sicilie (22 luglio 1846–14 febbraio 1859);
- principe Filippo di Borbone-Due Sicilie (12 agosto 1847–9 luglio 1922), sposò Flora Boonen, non ebbero figli;
- principe Maria Emanuele di Borbone-Due Sicilie (24 gennaio 1851–26 gennaio 1851).

## Ascendenza
|                                       |                              |                                  | Genitori                            |  |  | Nonni |  |  | Bisnonni                  |  |  | Trisnonni                 |  |
|                                       |                              |                                  |                                     |  |  |       |  |  | Pietro III del Portogallo |  |  | Giovanni V del Portogallo |  |
|                                       |                              |                                  |                                     |  |  |       |  |  | Pietro III del Portogallo |  |  | Giovanni V del Portogallo |  |
|                                       |                              | Maria Anna d'Asburgo             |                                     |  |  |       |  |  | Pietro III del Portogallo |  |  |                           |  |
| Giovanni VI del Portogallo            |                              |                                  |                                     |  |  |       |  |  | Pietro III del Portogallo |  |  |                           |  |
|                                       |                              | Maria I del Portogallo           | Giuseppe I del Portogallo           |  |  |       |  |  |                           |  |  |                           |  |
|                                       |                              | Maria I del Portogallo           | Giuseppe I del Portogallo           |  |  |       |  |  |                           |  |  |                           |  |
|                                       |                              | Maria I del Portogallo           | Marianna Vittoria di Borbone-Spagna |  |  |       |  |  |                           |  |  |                           |  |
| Pietro I del Brasile                  |                              | Maria I del Portogallo           |                                     |  |  |       |  |  |                           |  |  |                           |  |
|                                       |                              | Carlo IV di Spagna               | Carlo III di Spagna                 |  |  |       |  |  |                           |  |  |                           |  |
|                                       |                              | Carlo IV di Spagna               | Carlo III di Spagna                 |  |  |       |  |  |                           |  |  |                           |  |
|                                       |                              | Carlo IV di Spagna               | Maria Amalia di Sassonia            |  |  |       |  |  |                           |  |  |                           |  |
| Carlotta Gioacchina di Borbone-Spagna |                              | Carlo IV di Spagna               |                                     |  |  |       |  |  |                           |  |  |                           |  |
|                                       |                              | Maria Luisa di Borbone-Parma     | Filippo I di Parma                  |  |  |       |  |  |                           |  |  |                           |  |
|                                       |                              | Maria Luisa di Borbone-Parma     | Filippo I di Parma                  |  |  |       |  |  |                           |  |  |                           |  |
|                                       |                              | Maria Luisa di Borbone-Parma     | Luisa Elisabetta di Borbone-Francia |  |  |       |  |  |                           |  |  |                           |  |
| Gennara di Braganza                   |                              | Maria Luisa di Borbone-Parma     |                                     |  |  |       |  |  |                           |  |  |                           |  |
|                                       | Leopoldo II d'Asburgo-Lorena | Francesco I di Lorena            |                                     |  |  |       |  |  |                           |  |  |                           |  |
|                                       | Leopoldo II d'Asburgo-Lorena | Francesco I di Lorena            |                                     |  |  |       |  |  |                           |  |  |                           |  |
|                                       | Leopoldo II d'Asburgo-Lorena | Maria Teresa d'Austria           |                                     |  |  |       |  |  |                           |  |  |                           |  |
| Francesco II d'Asburgo-Lorena         | Leopoldo II d'Asburgo-Lorena |                                  |                                     |  |  |       |  |  |                           |  |  |                           |  |
|                                       |                              | Maria Ludovica di Borbone-Spagna | Carlo III di Spagna                 |  |  |       |  |  |                           |  |  |                           |  |
|                                       |                              | Maria Ludovica di Borbone-Spagna | Carlo III di Spagna                 |  |  |       |  |  |                           |  |  |                           |  |
|                                       |                              | Maria Ludovica di Borbone-Spagna | Maria Amalia di Sassonia            |  |  |       |  |  |                           |  |  |                           |  |
| Maria Leopoldina d'Asburgo-Lorena     |                              | Maria Ludovica di Borbone-Spagna |                                     |  |  |       |  |  |                           |  |  |                           |  |
|                                       |                              | Ferdinando I delle Due Sicilie   | Carlo III di Spagna                 |  |  |       |  |  |                           |  |  |                           |  |
|                                       |                              | Ferdinando I delle Due Sicilie   | Carlo III di Spagna                 |  |  |       |  |  |                           |  |  |                           |  |
|                                       |                              | Ferdinando I delle Due Sicilie   | Maria Amalia di Sassonia            |  |  |       |  |  |                           |  |  |                           |  |
| Maria Teresa di Borbone-Napoli        |                              | Ferdinando I delle Due Sicilie   |                                     |  |  |       |  |  |                           |  |  |                           |  |
|                                       |                              | Maria Carolina d'Asburgo-Lorena  | Francesco I di Lorena               |  |  |       |  |  |                           |  |  |                           |  |
|                                       |                              | Maria Carolina d'Asburgo-Lorena  | Francesco I di Lorena               |  |  |       |  |  |                           |  |  |                           |  |
|                                       |                              | Maria Carolina d'Asburgo-Lorena  | Maria Teresa d'Austria              |  |  |       |  |  |                           |  |  |                           |  |
|                                       |                              | Maria Carolina d'Asburgo-Lorena  |                                     |  |  |       |  |  |                           |  |  |                           |  |

## Titoli e trattamento
- 11 marzo 1822 – 12 ottobre 1822: Sua Altezza, l'infanta Gennara del Portogallo
- 12 ottobre 1822 – 30 ottobre 1835: Sua Altezza, la principessa Gennara del Brasile, infanta di Portogallo
- 30 ottobre 1835 – 28 aprile 1844 Sua Altezza Imperiale, la Principessa imperiale del Brasile[1]
- 28 aprile 1844 – 23 febbraio 1845 Sua Altezza Imperiale, la Principessa imperiale del Brasile, la Contessa d'Aquila
- 23 febbraio 1845 – 5 marzo 1897: Sua Altezza Reale, la Contessa d'Aquila
- 5 marzo 1897 – 13 marzo 1901: Sua Altezza Reale, la Contessa vedova d'Aquila